# Piglio
Piglio là một đô thị ở tỉnh Frosinone trong vùng Lazio, có vị trí cách khoảng 50 km về phía đông của Roma và khoảng 30 km về phía tây bắc của Frosinone. Tại thời điểm ngày 31 tháng 12 năm 2004, đô thị này có dân số 4.692 người và diện tích là 35,2 km².
Piglio giáp các đô thị: Acuto, Anagni, Arcinazzo Romano, Fiuggi, Paliano, Serrone, Trevi nel Lazio.